# سایکیک
سایکیک (به انگلیسی: Psychic) به شخصی گفته می‌شود که ادعا می‌کند از قدرت‌های ریشه‌دار در پاراسایکولوژی مانند ادراک فراحسی برای شناسایی اطلاعات پنهان از حواس طبیعی، به‌ویژه شامل تله‌پاتی یا روشن‌بینی استفاده می‌کند، یا اعمالی را انجام می‌دهد که ظاهراً با قوانین طبیعی غیرقابل توضیح است، مانند سایکوکینسیس یا دورنوردی.